# 움슐라크플라츠

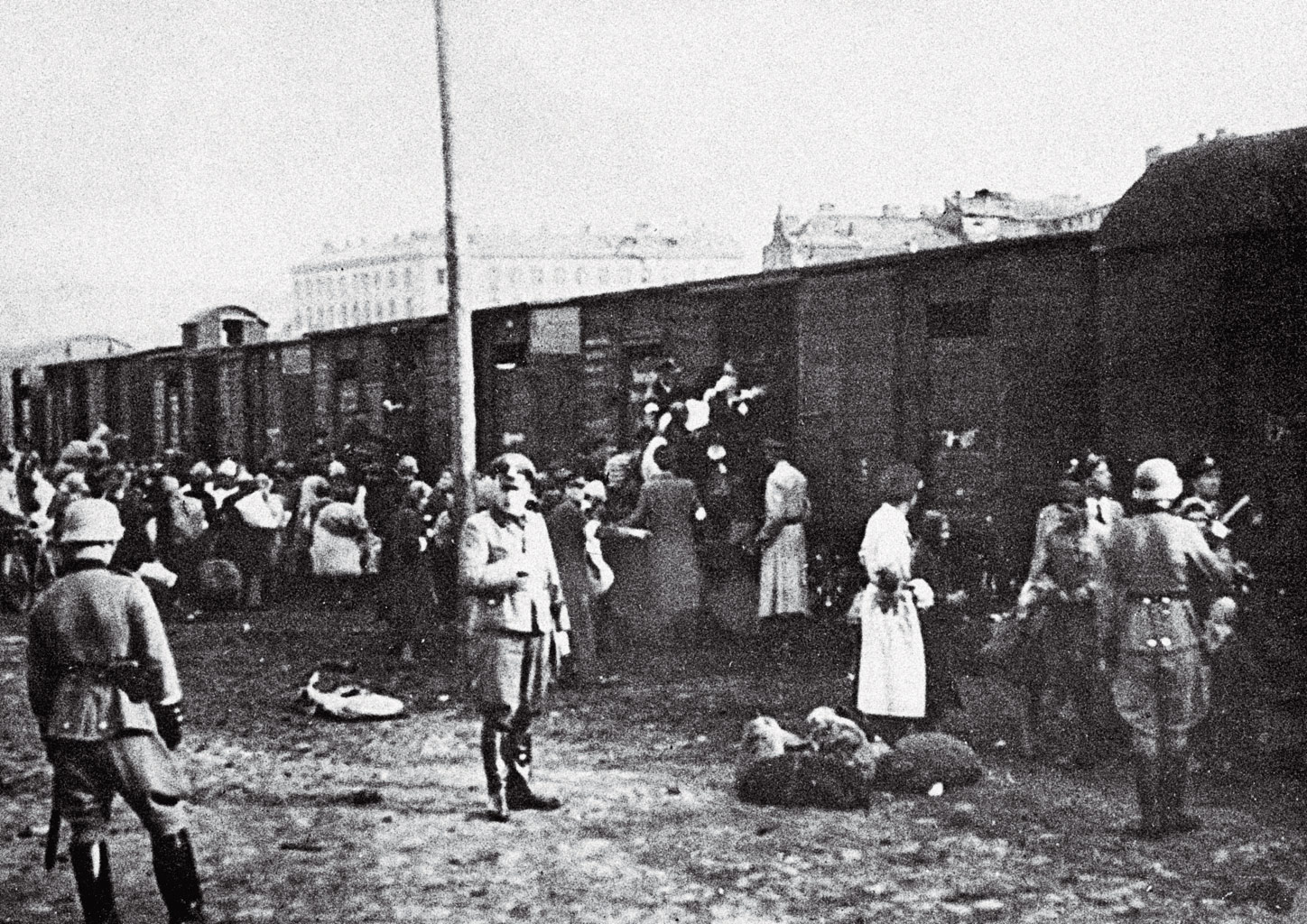
바르샤바 게토에서 기차에 탑승하는 폴란드 유대인들

움슐라크플라츠(독일어: Umschlagplatz)는 홀로코스트 당시 폴란드 점령지의 철도역 인근에 있는 구금 구역을 지칭한다. 유대인 게토에 있는 유대인들을 나치 강제 수용소로 이송하기 위해 모은 곳이었다. 가장 큰 움슐라크플라츠는 바르샤바에 있는 바르샤바 게토 옆에 있던 곳이었다.